# 俊裕地基
俊裕地基集團有限公司，簡稱俊裕地基集團和俊裕地基（英語：Affluent Foundation Holdings Limited，港交所：1757），在1996年，由陳紹昌主席及其配偶，在總部香港成立「洪昌建築運輸工程有限公司」，其業務在香港經營地基工程及其他建造業工程。而「洪昌建築地基(集團)有限公司」則在2009年成立，業務地下排水及土方工程分包服務。
股份在2018年6月7日於港交所主板上市。集資額為6500萬港元，招股定價為0.3至0.34港元，發行新股為3億股，用作置額外機器及設備、增聘員工等。

## 外部連結
- hcho.com.hk（页面存档备份，存于）